# Médaille d'Outre-Mer
La médaille d'Outre-Mer est une décoration française créée le 6 juin 1962 par changement d'appellation de la médaille coloniale créée par la loi du 26 juillet 1893. Les conditions d'attributions n'ont pas évolué, seuls les territoires donnant droit à l'attribution de cette décoration ont été modifiés au cours du temps.

## Attributions
Le décret no 62-660 du 6 juin 1962 n'ayant fait que modifier l'appellation de la médaille coloniale, les principes généraux d'attributions en sont identiques. Il faudra attendre 62 ans et la fin de l'année 2024 pour les voir évoluer.
Avec ou sans agrafe, la médaille d'outre-mer est décernée par le ministre de la défense pour récompenser les services militaires ou civils rendus aux armées en dehors du territoire européen de la France ou à l'étranger :
- avec agrafe pour militaires ayant participé à des opérations dans des territoires dont la liste est arrêtée par le ministre de la Défense[3].
- sans agrafe pour les militaires qui comptent dix années de services effectifs et qui ont servi en activité et avec distinction pendant six ans au moins dans des territoires dont la liste est également arrêtée par le ministre de la Défense. Les territoires sont définis par un arrêté non publié[4].

Le titulaire de la médaille d'outre-mer avec agrafe ne peut pas prétendre à la médaille d'outre-mer sans agrafe. À l'inverse, le titulaire de la médaille d'outre-mer sans agrafe qui se verrait remettre une agrafe la porterait sur le ruban de la médaille d'outre-mer qu'il détient déjà.

## Description
Ruban : bleu ciel avec trois bandes verticales blanches, une centrale de 7 mm et deux latérales de 2 mm.
Médaille : œuvre du graveur Georges Lemaire, en argent. Une face représente l'effigie de la République coiffée d'un casque, cerclée des mots : « République française ». Le revers représente un globe terrestre posé sur des trophées d'attributs militaires avec la légende « Médaille d'Outre-mer »
Bélière : en argent, formée de branches de laurier.
Agrafe : en vermeil et portant l'inscription, en lettres majuscules, du territoire où s'est déroulée la campagne.

## Agrafes

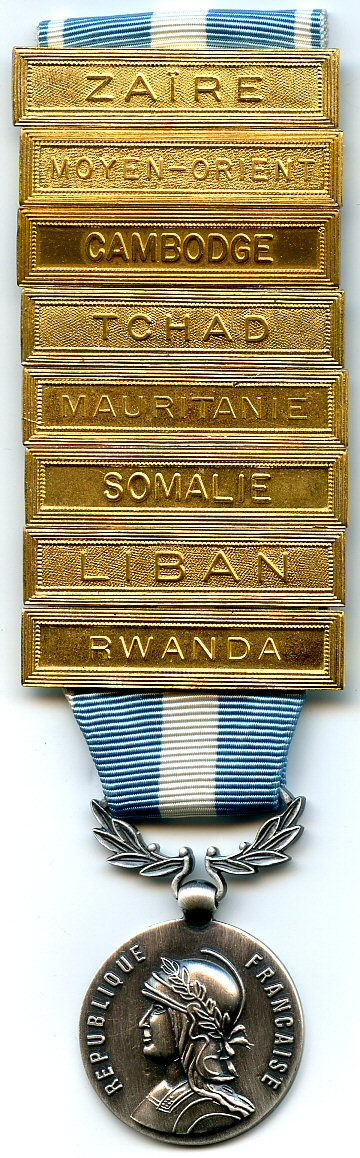
Médaille d'Outre-Mer avec 8 agrafes.

Le ministre de la Défense fixe la liste des territoires ouvrant droit à la médaille d'outre-mer ainsi que les périodes à prendre en compte. Quatorze agrafes existent :
1. Tchad (créée en 1979) : opérations du 15 mars 1969[6] au 30 septembre 2014[7]
2. Liban (créée en 1979) : opérations depuis le 22 mars 1978[8]
3. Zaïre (créé en 1979) : opérations du 13 mai 1978 au 1er juillet 1990[9].
4. Mauritanie (créée en 1979) : opérations du 1er novembre 1977 au 1er juillet 1990[9]
5. Ormuz (créée en 1987) : opérations du 30 juillet 1987[10] au 1er juillet 1990[11]
6. Moyen-Orient (créée en 1990) : opérations Salamandre, Artimon, Busiris, Daguet, Méteil, Phère, Libage, Ramure, Merrain, Monuik, Aconit et Alysse à compter du 2 août 1990[12] et Chammal à compter du 8 août 2014[13]
7. Somalie (créée en 1993) : opérations du 7 décembre 1992 au 1er mai 1994[14]
8. Cambodge (créée en 1993) : opérations du 12 novembre 1991 au 1er mai 1994[15]
9. Rwanda (créée en 1995) : opérations du 22 juin 1994 au 30 septembre 1994[16]
10. République centrafricaine (créée en 1999) : opérations du 1er septembre 1979 au 1er juillet 1981[17], du 18 mai 1996 au 20 février 1997, du 20 juin 1997 au 15 avril 1998 et depuis le 3 décembre 2002[18]
11. République du Congo (créée en 2000) : opérations du 6 juin 1997 au 20 juin 1997, 13 octobre 1997 au 6 novembre 1997, 11 août 1998 au 22 octobre 1998 et du 21 janvier 1999 au 22 juin 2000[19]
12. République de Côte d'Ivoire (créée en 2003) : opération Licorne entre le 19 septembre 2002 et le 31 décembre 2014 et opération Calao à compter du 4 avril 2004[20]
13. République démocratique du Congo (créée en 2003) : opérations du 2 juin 2003 au 26 septembre 2003[21] et depuis le 7 juin 2006[22]
14. Sahel (créée en 2013) : opérations depuis le 11 janvier 2013[23]